# ニンギョヒメ
「ニンギョヒメ」は、日本の女性声優、田中理恵の2枚目のシングル。2002年8月21日にビクターエンタテインメントから発売された。

## 概要
- 前作「Raison d'être」から約3ヶ月ぶりのリリースで、2002年2作目のシングル。
- 表題曲は、TBSテレビ系アニメ『ちょびっツ』後期エンディングに使用された。楽曲は同アニメの制作者であるCLAMPのメンバーの一人・大川七瀬により作詞、シンガーソングライターの新居昭乃により作曲されている。音楽プロデュースは、atamiの渡辺善太郎が担当した。プロモーションビデオも制作され、後にミニアルバム『Chara de Rie』の限定盤のDVDに収録された。
- 新居昭乃が自ら作詞作曲し、タイトルを差し替えたセルフカバー「サリーのビー玉」をレコーディングし、2005年11月23日に発売されたアルバム『sora no uta』に収録されている。
- シングルのカップリング曲は、『ちょびっツ』の挿入歌としても使用された。
- 本作は、2021年3月10日にストリーミングサービスでFlyingDogから配信限定でリリースされた[2][注 1]。

## チャート成績
オリコンウィークリーチャートで初登場48位を記録された。チャート登場回数は3回、累計8,970枚のセールスを記録した。

## 収録曲
| #         | タイトル                                | 作詞       | 作曲       | 編曲       | 時間  |
| --------- | --------------------------------------- | ---------- | ---------- | ---------- | ----- |
| 1.        | 「ニンギョヒメ」                        | 大川七瀬   | 新居昭乃   | 渡辺善太郎 | 4:04  |
| 2.        | 「そして世界は今日も始まる」(ちぃ Ver.) | 西直紀     | 高浪敬太郎 | 高浪敬太郎 | 3:37  |
| 3.        | 「かたことの恋」(ちぃ Ver.)             | 高浪敬太郎 | 髙浪敬太郎 | 髙浪敬太郎 | 2:37  |
| 4.        | 「ニンギョヒメ」(without Rie)           |            |            |            | 4:02  |
| 合計時間: | 合計時間:                               | 合計時間:  | 合計時間:  | 合計時間:  | 14:20 |